# Semenovod
Semenovod (latinsko Ductus deferens) je del moških spolnih organov. Je izvodilo obmodka in vodi navzgor skozi dimeljski kanal v malo medenico, kjer ob zadnji steni sečnega mehurja zavije navzdol skozi prostato v sečnico. Pred izlivom v sečnico se semenovodu pridruži izvodilo mehurčaste žleze. Semenovod je dolg približno 30 cm. Stena semenovoda je iz gladkega mišičja, ki s peristaltiko usmerja spermije proti sečnici. Od testisa proti dimeljskemu kanalu ga spremljajo žile, mezgovnice in živci. Ta sveženj imenujemo semenski povezek, ki ga ovijajo še snopi skeletne mišice. Ti se pri draženju kože na notranji strani stegna skrčijo in dvignejo testis.